# Marc Gicquel
Marc Gicquel (* 30. März 1977 in Tunis, Tunesien) ist ein ehemaliger französischer Tennisspieler.

## Karriere
Gicquel zog mit seiner Familie schon früh von der tunesischen Hauptstadt Tunis nach Frankreich. Im Alter von sieben Jahren begann er mit dem Tennisspielen. 1999 gab er sein Debüt auf der ATP World Tour, er entschied sich jedoch erst zwei Jahre später endgültig für Profitennis und gegen ein Physikstudium.
2006 erreichte Gicquel nach Siegen über die frühere Nummer eins der Welt, Juan Carlos Ferrero, sowie den früheren French-Open-Sieger Gastón Gaudio das Achtelfinale der US Open. Dort unterlag er dem Weltranglistenersten Roger Federer in drei Sätzen. Im selben Jahr erreichte er das Finale von Lyon, in dem er Richard Gasquet unterlag. Es folgten 2007 und 2008 jeweils eine weitere Finalteilnahme. Am 8. September 2008 stand Gicquel auf Platz 37 der Weltrangliste, seine höchste Platzierung. Er feierte auf der ATP World Tour vier Turniersiege im Doppel, zudem war er neunmal im Einzel sowie viermal im Doppel bei den unterklassigen Challenger-Turnieren erfolgreich. 2014 beendete er nach dem Challenger-Turnier in Rennes seine Karriere. Trotzdem nahm er 2015 noch einmal an einem Challenger in Saint-Brieuc teil.

## Privat
Gicquel ist seit dem 25. September 2004 verheiratet.

## Erfolge
| Legende (Anzahl der Siege)                       |
| Grand Slam                                       |
| Tennis Masters Cup ATP World Tour Finals         |
| ATP Masters Series ATP World Tour Masters 1000   |
| ATP International Series Gold ATP World Tour 500 |
| ATP International Series ATP World Tour 250 (4)  |
| ATP Challenger Tour (13)                         |

| Titel nach Belag |
| Hartplatz (4)    |
| Sand (0)         |
| Rasen (0)        |

### Einzel

#### Turniersiege
| Nr. | Datum             | Turnier                | Belag         | Finalgegner        | Ergebnis       |
| --- | ----------------- | ---------------------- | ------------- | ------------------ | -------------- |
| 1.  | 8. August 2004    | Timișoara              | Hartplatz (i) | Oliver Marach      | 6:3, 6:1       |
| 2.  | 2. Oktober 2005   | Grenoble               | Hartplatz (i) | Thomas Enqvist     | 6:0, 6:2       |
| 3.  | 2. April 2006     | Saint-Brieuc           | Hartplatz     | Peter Wessels      | 6:3, 6:1       |
| 4.  | 24. Februar 2008  | Besançon               | Hartplatz (i) | Alexander Peya     | 7:62, 6:4      |
| 5.  | 17. Mai 2009      | Bordeaux (1)           | Sand          | Mathieu Montcourt  | 3:6, 6:1, 6:4  |
| 6.  | 17. Oktober 2010  | Rennes                 | Teppich (i)   | Stéphane Bohli     | 7:66, 4:6, 6:1 |
| 7.  | 15. Mai 2011      | Bordeaux (2)           | Sand          | Horacio Zeballos   | 6:2, 6:4       |
| 8.  | 4. November 2012  | Genf                   | Hartplatz (i) | Matthias Bachinger | 3:6, 6:3, 6:4  |
| 9.  | 8. September 2013 | Saint-Rémy-de-Provence | Hartplatz     | Matteo Viola       | 6:4, 6:3       |

#### Finalteilnahmen
| Nr. | Datum            | Turnier          | Belag       | Finalgegner        | Ergebnis  |
| --- | ---------------- | ---------------- | ----------- | ------------------ | --------- |
| 1.  | 23. Oktober 2006 | Lyon (1)         | Teppich (i) | Richard Gasquet    | 3:6, 1:6  |
| 2.  | 22. Oktober 2007 | Lyon (2)         | Teppich (i) | Sébastien Grosjean | 6:75, 4:6 |
| 3.  | 15. Juni 2008    | ’s-Hertogenbosch | Rasen       | David Ferrer       | 4:6, 2:6  |

### Doppel

#### Turniersiege

##### ATP World Tour
| Nr. | Datum            | Turnier      | Belag         | Partner            | Finalgegner                     | Ergebnis         |
| --- | ---------------- | ------------ | ------------- | ------------------ | ------------------------------- | ---------------- |
| 1.  | 10. August 2008  | Washington   | Hartplatz     | Robert Lindstedt   | Bruno Soares Kevin Ullyett      | 7:66, 6:3        |
| 2.  | 5. Januar 2009   | Brisbane (1) | Hartplatz     | Jo-Wilfried Tsonga | Fernando Verdasco Mischa Zverev | 6:4, 6:3         |
| 3.  | 9. Januar 2010   | Brisbane (2) | Hartplatz     | Jérémy Chardy      | Lukáš Dlouhý Leander Paes       | 6:3, 7:63        |
| 4.  | 10. Februar 2013 | Montpellier  | Hartplatz (i) | Michaël Llodra     | Johan Brunström Raven Klaasen   | 6:3, 3:6, [11:9] |

#### Finalteilnahmen
| Nr. | Datum           | Turnier     | Belag         | Partner          | Finalgegner                           | Ergebnis         |
| --- | --------------- | ----------- | ------------- | ---------------- | ------------------------------------- | ---------------- |
| 1.  | 9. Juli 2007    | Gstaad      | Sand          | Florent Serra    | František Čermák Pavel Vízner         | 5:7, 7:5, [7:10] |
| 2.  | 6. Januar 2008  | Chennai     | Hartplatz     | Marcos Baghdatis | Sanchai Ratiwatana Sonchat Ratiwatana | 4:6, 5:7         |
| 3.  | 9. Februar 2014 | Montpellier | Hartplatz (i) | Nicolas Mahut    | Denis Istomin Nikolai Dawydenko       | 6:3, 4:6, [2:10] |

##### ATP Challenger Tour
| Nr. | Datum           | Turnier    | Belag         | Partner                | Finalgegner                       | Ergebnis      |
| --- | --------------- | ---------- | ------------- | ---------------------- | --------------------------------- | ------------- |
| 1.  | 23. Juli 2005   | Tampere    | Sand          | Édouard Roger-Vasselin | Adam Chadaj Filip Urban           | 6:4, 4:6, 6:1 |
| 2.  | 5. Februar 2011 | Courmayeur | Hartplatz     | Nicolas Mahut          | Olivier Charroin Alexandre Renard | 6:3, 6:4      |
| 3.  | 17. Mai 2014    | Bordeaux   | Sand          | Serhij Stachowskyj     | Ryan Harrison Alex Kuznetsov      | kampflos      |
| 4.  | 4. Oktober 2014 | Mons       | Hartplatz (i) | Nicolas Mahut          | Andre Begemann Julian Knowle      | 6:3, 6:4      |